# Klaudiusz Duż-Duszewski
Klaudiusz Duż-Duszewski (biał. Клаудзiй Дуж-Душэускi) (ur. 27 marca lub 26 kwietnia 1891 w Głębokiem, zm. 25 lutego 1959 w Kownie) – białoruski działacz polityczny, publicysta, wydawca, tłumacz, architekt. Autor wzoru biało-czerwono-białej flagi Białorusi w wersji z 1918 r.

## Życiorys

Klaudiusz Duż-Duszewski i Kanstancin Jezawitau. Ryga, 25.12.1919 r.

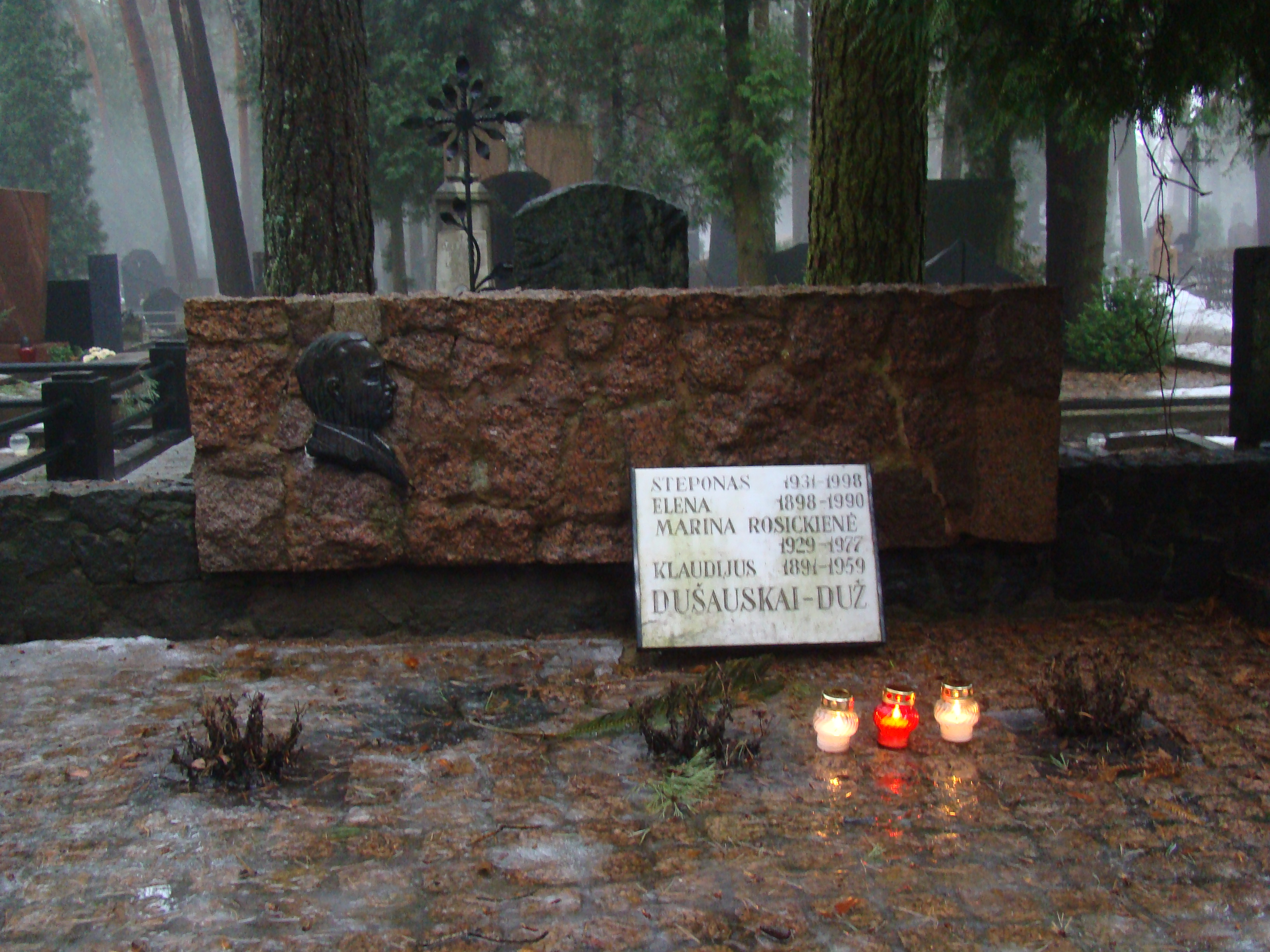
Grób Klaudiusza Duż-Duszewskiego w Kownie

Flaga Białorusi w latach 1991-1995

Urodził się w rodzinie zubożałej szlachty. Był szóstym dzieckiem Szczepana i Ewy, ich jedynym synem. Ojciec i dziadek byli zawodowymi budowniczymi. Rodzice Duż-Duszewskiego uważali się za “Białorusinów polskiej kultury”. W domu rozmawiali po polsku.
Duż-Duszewski zdobył wykształcenie podstawowe w domu, a po osiągnięciu odpowiedniego wieku przeniósł się do Wilna i wstąpił do Wileńskiej Szkoły Realnej, gdzie dogłębnie studiował nauki ścisłe - przyrodnicze, fizyczne i matematyczne. Po jej ukończeniu w 1912 r. Duż-Duszewski kontynuował studia w Petersburskim Instytucie Górniczym. To właśnie podczas studiów w stolicy Imperium Rosyjskiego dał się poznać jako wybitna osobowość publiczna i kulturalna: był członkiem Białoruskiego Koła Naukowo-Literackiego, rozwijał temat badań i ochrony zabytków, wspólnie z członkami koła wydał magazyn «Утро» [Utro] (ros. ranek). W 1913 roku wraz z Bronisławem Taraszkiewiczem wziął udział w tajnej litewsko-polsko-ukraińskiej konferencji.
Po rewolucji lutowej 1917 Klaudiusz Duż-Duszewski zaczął aktywniej angażować się w politykę - wstąpił do Białoruskiej Socjalistycznej Hromady (BSH), w czerwcu 1917 został członkiem Komitetu Centralnego organizacji i jego prezydium. W 1918 r. pracował jako szef wydziału ds. uchodźców Białoruskiego Komitetu Narodowego. W kwietniu 1919 przeniósł się do Wilna i został członkiem Białoruskiego Komitetu Narodowego. W maju 1919 r. Duż-Duszewski został wybrany przewodniczącym Centralnej Rady Białoruskiej obwodu wileńskiego i grodzieńskiego.
Jesienią 1919 został przedstawicielem dyplomatycznym Białoruskiej Republiki Ludowej w krajach bałtyckich. Po posiedzeniu Rady BRL w Mińsku (grudzień 1919) został mianowany jej sekretarzem stanu w rządzie Wacława Łastouskiego. Na początku 1921 został aresztowany przez władze polskie. Zwolniony po kilkumiesięcznym więzieniu, a w 1921 wraz z rodziną przeniósł się do Kowna, kontynuował swoją działalność literacką.
W czerwcu 1923 r. wraz z Wacławem Łastouskim zaczął wydawać czasopismo „Krywicz”, w którym napisał artykuły Białoruś i wódka oraz Przedwojenny budżet Białorusi. W sumie wydano 12 numerów magazynu. Pracował także w miesięcznikach „Sztandar Białoruski” [Biełaruski ściah] oraz „Białoruski ośrodek” [Biełaruski asiarodak].
Dzięki znajomości języków (ukraiński, polski, litewski, niemiecki, francuski, angielski i portugalski) tłumaczył również z rosyjskiego na białoruski podręczniki do szkół średnich: botaniki, fizjologii i anatomii, historii najnowszej. Wspólnie z Łastouskim opracował Słownik terminów geometrycznych i trygonometrycznych.
Został aresztowany przez władze radzieckie 8 sierpnia 1940 roku, wypuszczony na wolność w czerwcu 1941 roku, dzień po ataku Niemiec na ZSRR. Naziści, dowiedziawszy się o jego bogatym doświadczeniu politycznym, zaproponowali mu współpracę, ale odmówił. Wkrótce trafił do obozu koncentracyjnego za udzielanie pomocy i ukrywanie miejscowych żydów. 13 kwietnia 2004 r. Duż-Duszewski za ratowanie żydów został pośmiertnie odznaczony przez Prezydenta Litwy Krzyżem Ratowania Ginących. Stało się to na prośbę gminy żydowskiej Litwy.
Wyzwolenie Litwy spod okupacji niemieckiej przyniosło Duż-Duszewskiemu wolność. Wówczas, w 1944 roku, został starszym wykładowcą na Wydziale Budownictwa Kowieńskiego Państwowego Uniwersytetu Witolda Wielkiego. Chociaż nie posiadał tytułu naukowego, został kierownikiem katedry historii architektury i sztuki ze stopniem docenta. Rozpoczął pisanie pracy doktorskiej pt. „Odbudowa fabryk obróbki metalu”, lecz nie dokończył jej, ponieważ w grudniu 1946 r. został aresztowany przez władze sowieckie, a podczas rewizji maszynopis dysertacji zaginął. Po wyjściu z więzienia w 1947 roku związał się zawodowo z biurem projektów przemysłowych.
W lutym 1952 roku Duż-Duszewski został ponownie aresztowany. Po trwającym miesiąc śledztwie, w którym został skarżony o nacjonalizm, skazano go na 25 lat więzienia z konfiskacją majątku. Po kasacji Sąd Najwyższy Związku Radzieckiego, zmniejszono karę do 10 lat, a w 1955 roku na podstawie amnestii został zwolniony.
Zmarł 25 lutego 1959 r. w Kownie i został tam pochowany na cmentarzu Pietraszuńskim.

## Utworzeniebiało-czerwono-białej flagi
Na początku 1917 roku Klaudiusz Duż-Duszewski stworzył jej projekt, łącząc kolory białoruskich strojów ludowych i ornamentów z głębokim chrześcijańskim podtekstem. Połączenie to wykorzystują od wieków cerkiewni hierarchowie. Według mitu legendy, na początku 1917 roku Klaudiusz miał przeglądać stare księgi w poszukiwaniu optymalnego wariantu flagi narodowej. Kolory były oczywiste ze względu na nawiązanie do strojów i ornamentów. W podjęciu decyzji miała przeszkodzić głośna dyskusja, którą w sąsiednim pokoju prowadzili koledzy z ruchu narodowego. Jeden z jej uczestników miał wyjść z pokoju i krzyknąć “Gdzie dwaj Białorusini, tam trzy partie”. I tak miał zrodzić się pomysł dwóch kolorów w trzech pasach.
Duż-Duszewski jest autorem słów zawartych w deklaracji, którą złożył w życiorysie napisanym w 1934 roku, dzięki którym można było ustalić autorstwo białoruskiej flagi:

To ciekawe, że Białorusini uważali za swoją flagę państwową taką sama flagę, jak Litwini – białego jeźdźca na czerwonym tle [Pogoń]. Ale flagi narodowej wtedy jeszcze nie było i przyszło mi zrobić jej kilka projektów, z których jeden został przyjęty, a mianowicie biały, czerwony i biały pasy. Od tego czasu są one białoruską flagą narodową.

W marcu 1917 roku, po rewolucji lutowej symbol ten był szeroko wykorzystywany przez Białorusinów: najpierw w Piotrogrodzie, a potem także w Mińsku i innych miastach. Podczas obchodów narodowego święta 25 marca (12 marca) 1917 roku, równo rok przed ogłoszeniem niepodległości przez Białoruską Republikę Ludową, biało-czerwono-białe flagi i wstążki były powszechne na ulicach Mińska. Flagi uszyte na podstawie szkiców Duż-Duszewskiego zostały rozesłane do lokalnych białoruskich organizacji.
Flaga była powszechnie używana podczas Pierwszego Kongresu Wszechbiałoruskiego w grudniu 1917 roku, Białoruskiej Konferencji Narodowej w styczniu 1918 roku. 25 marca 1918 roku, gdy Białoruska Republika Ludowa ogłosiła swoją niepodległość, flaga ta stała się oficjalnym symbolem państwowym.

## Działalności w zakresie architektury
W 1927 roku ukończył studia na Wydziale Technicznym litewskiego uniwersytetu, uzyskując tytuł inżyniera budownictwa. Podczas obrony był obecny dziekan Wydziału, Michał Römer. Wraz z innymi architektami, którzy pracowali na Litwie w latach 30. XX wieku, stał się twórcą nowego stylu architektonicznego zwanego „modernizmem kowieńskim”. W latach 30. Duż-Duszewski pracował w litewskim Ministerstwie Transportu i Komunikacji, gdzie opracowywał projekty wielu budynków związanych z działalnością tegoż ministerstwa (poczta, radio, telegraf itp.). Jednym z pierwszych jest poczta w Rosieni, wzniesiona w 1934 r. W 1935 r. opracował projekt budynku poczty w Kownie (zachowany i użytkowany do dziś). W późniejszym okresie zaprojektował budynki urzędów pocztowych w Nidzie, Jeziorusach i Szawlach, fabryki płytek ceramicznych w Taurogach, zakładu mięsnego w Kłajpedzie i ponad 20 budynków mieszkalnych w Kownie i innych miastach Litwy.